# Георги Ламбов
Георги Владимиров Ламбов е български инженер и офицер, генерал-майор.

## Биография
Роден е на 27 юли 1948 г. в София. През 1971 г. завършва минна електромеханика във Висшия минно-геоложки институт в София. Влиза в системата на МВР през 1974 г., когато е назначен за разузнавач III ст. От 1 септември 1977 г. е заместник-началник на отделение. През 1979 г. завършва 3-месечен курс в школата на КГБ в Москва. От 1982 г. е началник на отделение, а от 1983 г. заместник-началник на отдел. От 1988 г. е началник на V РПУ в София. През 1989 г. е началник на ДС в Софийското градско управление. В периода 30 май 1991 г. – 14 септември 1992 г. е заместник-началник на СДВР. До 1992 г. е директор на Централната служба за борба с организираната престъпност. Между 28 октомври 1994 и 19 февруари 1997 г. е главен секретар на МВР. Има частен бизнес. Член е на Съвета на директорите на ЗММ – Враца и председател на Надзорния съвет на Приватизационния холдинг „Сигурност“. Част е от предложения от Румен Петков Обществен съвет към МВР.